# Sphenomorphus lawtoni
Sphenomorphus lawtoni е вид влечуго от семейство Сцинкови (Scincidae).

## Разпространение и местообитание
Видът е разпространен във Филипини.
Обитава гористи местности, планини и възвишения.